# IC 3348
IC 3348 ist eine Spiralgalaxie vom Hubble-Typ S? im Sternbild Coma Berenices am Nordsternhimmel. Sie ist schätzungsweise 448 Millionen Lichtjahre von der Milchstraße entfernt.
Das Objekt wurde am 23. März 1903 vom deutschen Astronomen Max Wolf entdeckt.